# Aviméta 132
Die Aviméta 132 war ein dreimotoriges Zubringerflugzeug des französischen Herstellers Aviméta.

## Beschreibung
Das Flugzeug war ein Schulterdecker in Metallbauweise. Die Tragflächen und die Seitenflosse waren mit der Legierung Alférium beplankt. Es besaß ein festes, geteiltes Fahrwerk. Als Antrieb dienten drei unverkleidete Sternmotoren Salmson 9AB mit 230 PS (172 kW) und Zweiblattpropeller. Acht Passagiere konnten in einer Kabine unterhalb der Tragflächen untergebracht werden.
Da keine Aufträge eingingen, wurde nur ein Prototyp gebaut.